# Achtung Baby
Achtung Baby – album grupy U2 wydany 18 listopada 1991.
Jest wielkim odejściem od stylu, jaki U2 prezentowali w latach 80. Po mieszanym przyjęciu wydanej w 1988 płyty Rattle and Hum, wokalista grupy Bono ogłosił, że grupa będzie musiała „odejść i wymyślić wszystko na nowo”. Pierwszego singla, „The Fly”, wydanego jeszcze przed płytą (21 października), Bono określił jako „dźwięk czterech ludzi ścinających drzewo Jozuego” (ang. the Joshua Tree).
Pomimo swojej eksperymentalności, album powszechnie uważany jest za jeden z „wielkiej trójcy” albumów U2, wraz z The Joshua Tree oraz, zamiennie, War lub All That You Can’t Leave Behind.
Album jest poczwórną platynową płytą w Wielkiej Brytanii (1.200.000 sprzedanych kopii). Zdobył również ośmiokrotną platynową płytę w Stanach Zjednoczonych (8 000 000 kopii), a także diamentową płytę w Kanadzie (1 000 000 kopii).
Album zdobył nagrodę Grammy w 1993 r. w kategorii Best Rock Performance by a Duo or Group with Vocal.
Producentem był Daniel Lanois. Grupie pomagał również Brian Eno Album nagrano w Hansa Ton Studios w Berlinie, Dog Town, STS Studios i Windmill Lane Studios w Dublinie.
Album znalazł się na 63. miejscu na liście 500 najlepszych albumów wszech czasów według Rolling Stone.

## Historia
Poszukując inspiracji ze zjednoczenia Niemiec, U2 zaczęło nagrywać Achtung Baby w berlińskim Hansa Studios w październiku 1990 roku. Sesje były pełne konfliktów, ponieważ zespół kłócił się o ich muzyczny kierunek i jakość materiału. Napięta atmosfera i powolne postępy w pracy, prawie skłoniły grupę do rozwiązania, jednak dokonali oni przełomu dzięki improwizowanemu napisaniu piosenki „One”. Morale i produktywność poprawiły się podczas kolejnych sesji nagraniowych w Dublinie, gdzie album został ukończony w 1991 roku. Aby zmieszać oczekiwania publiczności dotyczące zespołu i jego muzyki, U2 wybrał żartobliwy tytuł płyty i kolorową okładkę z wieloma obrazami.

## Lista utworów
1. „Zoo Station” – 4:36
2. „Even Better Than the Real Thing” – 3:41
3. „One” – 4:36
4. „Until the End of the World” – 4:39
5. „Who's Gonna Ride Your Wild Horses” – 5:16
6. „So Cruel” – 5:49
7. „The Fly” – 4:29
8. „Mysterious Ways” – 4:04
9. „Tryin’ to Throw Your Arms Around the World” – 3:53
10. „Ultraviolet (Light My Way)” – 5:31
11. „Acrobat” – 4:30
12. „Love Is Blindness” – 4:23

## Single
- „The Fly”
- „Mysterious Ways”
- „One”
- „Even Better Than the Real Thing”
- „Who's Gonna Ride Your Wild Horses”